# Kremser Schnellstraße
De Burgenland Schnellstraße of S33 is een Oostenrijkse autoweg. Het traject van deze 27 kilometer lange Schnellstraße loopt vanaf Knoten Sankt Pölten van de A1 via Herzogenburg naar Knoten Jettsdorf aan de S5.
Autobahnen: A1 · A2 · A3 · A4 · A5 · A6 · A7 · A8 · A9 · A10 · A11 · A12 · A13 · A14 · A21 · A22 · A23 · A24 · A25 · A26
Schnellstraßen: S1 · S2 · S3 · S4 · S5 · S6 · S7 · S8 · S10 · S16 · S18 · S31 · S33 · S34 · S35 · S36 · S37